# Centrolene paezorum
Centrolene paezorum es una especie de anfibio anuro de la familia Centrolenidae. Se encuentra en Colombia. La principal amenaza a su conservación es la contaminación de las aguas de los arroyos donde habita y las alteraciones humanas de estos.